# Aïn Fekan
Aïn Fekan (în arabă عين فكان) este o comună din provincia Mascara, Algeria.
Populația comunei este de 11.862 de locuitori (2008).